# エンドーチェーン
株式会社エンドーチェーンは、宮城県仙台市に本社を置き不動産業を営む株式会社。仙台駅前で商業ビル「EBeanS」を管理運営するほか、不動産賃貸業を行っている。かつては東北地方を中心にスーパーマーケットチェーン「エンドーチェーン」を展開しており、西友と業務提携し東北西友として西友の店舗を展開していた時代もあった。

## 歴史

### 創業と成長
1928年（昭和3年）12月に遠藤養吉（えんどう ようきち）が志田郡鹿島台町で衣料品・雑貨の店を創業したのが始まりである。
1935年（昭和10年）5月に衣料品専門店を開店した。
第2次世界大戦中は事業を休止した。
1951年（昭和26年）1月24日に資本金150万円で「株式会社 遠藤養吉商店」を設立して法人化した。
1952年（昭和27年）4月1日に宮城県黒川郡吉岡町（現：黒川郡大和町吉岡）に「遠藤養吉商店」を開店した。
1961年（昭和36年）11月に「株式会社 遠藤屋」に商号を変更した。
1962年（昭和37年）11月1日に当社初のSSDDS（セルフ・サービス・ディスカウント・デパートメント・ストア、つまり現在のスーパーマーケット）宮町店を仙台市宮町に開店した。
出店先の宮町は当時の仙台では場末で立地に恵まれていなかったことから、毎週土曜日と日曜日には仙台駅前など市内の中心街から15分毎の送迎バス（今でいうシャトルバス）を運行して集客を図ったほか、価格を市価の30％から50％安くするなど価格競争で他店に優位に立つ戦略を採り、仙台市内全体から集客することに成功した。
この宮町店の成功を受けて伊藤忠商事と提携して仙台駅前により大規模で本格的なSSDDSを作って進出することになり、1964年（昭和39年）3月20日には仙台駅前店を開店した。
同年9月に「株式会社エンドー」に商号を変更した。
1972年には新館をオープン、10階建で吹き抜けを有する大きな建物であった。この店舗は仙台市民・宮城県民に受け入れられ「エンドーチェーン」の代名詞となる。
1980年（昭和55年）には、日経流通新聞調べの『日本の小売業200社ランキング』でエンドーチェーンが41位にランクされ注目を集めた。また、創業者は『モーニングショー』（テレビ朝日・東日本放送）内の名物コーナー「宮尾すすむのああ日本の社長」で取り上げられた。
全盛期の1980年代には、当時の仙台市周辺の消費文化や芸能をリードした。当時のCMで流れていたキャッチコピーには「絵になるファッションの仲間たち　エンドーチェーン」や「（プラスアルファの）生活感動店」 などがあった。
サンシが中心となってすかいらーくと第一産業（後のエディオン）などが出資して設立された「フレッシュシステムズ」のフランチャイズに加盟して宅配事業に参入することになり、その事業会社として1983年（昭和58年）9月に「株式会社フレッシュエンドー仙台」を設立した。
1985年（昭和60年）2月から会員募集を開始し、同年4月15日にサービスを開始した。
しかし、採算ラインの月商2億円を大きく下回る月商約5000万円ほどに留まったことから、1990年（平成2年）に同事業から撤退して清算することになった。
1987年（昭和62年）に自社カードの「Eカード」の発行を開始した。

### 他社との競争激化
しかしエンドーチェーン全体としては、仙台市中心部では1975年に仙台店を開業したダイエーやジャスコなど他県資本の大手チェーン、仙台市郊外では藤崎スーパーマーケット、トーコーチェーン、岡崎スーパーマーケット（後のオカザキスーパー。2018年に自己破産し営業終了）などの地元資本のチェーンとの競争が激化し、徐々に体力を消耗していった。
さらに仙台市以外の宮城県内や岩手県・福島県でも、イトーヨーカ堂グループ（イトーヨーカドー、ヨークベニマル）、ニチイなどの他県資本や、ジョイスやベルグループなどの地元資本のスーパーなどが駐車場を備えた店舗を展開していくと、駅前立地で駐車場が少ないエンドーチェーンの店舗は対抗しきれず客足が減少した。そのため1986年頃から、商業界を中心にエンドーチェーンの経営を不安視する声が聞こえはじめた。
1989年4月、エンドーチェーンは3ヵ年計画で、不振店を全面的に業態転換するか、または増床・改装する方針を固め、当時の総店舗47店のうち不振店16店を3年かけてテコ入れする決定を下した。また、同年5月には取引銀行であった日本債券信用銀行からの最終答申を受け、社長をトップとする総合経営企画委員会を設け、1年程度をかけて経営上の諸課題を洗い出し、改善処置を執る体制を敷いた。

### 西友の資本参加
1991年（平成3年）2月21日に株式会社西友から10%程度の資本参加を受け、経営、人事、商品施策など全般にわたる業務提携の調印を発表した。当時、東北地方における西友の店舗は、百貨店業態で運営していた郡山西武店（福島県郡山市）のみであったが、この提携により西友は東北における本格進出への端緒を得た。これに基づき、同年3月20日には会社分割により経営を引き継ぐ新法人としてエステートエンドーを発足させた。
1991年5月に最初の再建計画が明らかとなり、当時運営していた44店舗（宮城県36店舗、岩手県6店舗、福島県2店舗）中、仙台駅前店とそれ以外の店舗の運営を分離することとなり、仙台駅前店は西友本体が運営し、30店舗（宮城県28店舗、岩手県は花巻店のみ、福島県は保原店のみ）はエステートエンドーの運営で存続することになった。残る13店舗（宮城県は7店舗、岩手県は盛岡市内4店全店と北上店の5店舗、福島県は福島駅前店）は1991年中に閉店することになった。同年8月にはエステートエンドーの社長に西友元常務が、会長に遠藤養一がそれぞれ就任した。同年9月1日、エンドーチェーンが「エステートエンドー」に、新会社のエステートエンドーが「エンドーチェーン」にそれぞれ商号を変更した。
西友の資本参加と同時に、西友のノウハウを取り入れマーチャンダイジングの強化、取引改善、物流システムの再構築に当たったほか、若手社員を西友に2年間にわたりトレーニーとして派遣する制度も実施された。
また、1991年（平成3年）10月に西友と共同で「宮城野センター」を開設し、チルド・生鮮食品・グローサリー・非食品の順に西友のノウハウを取り入れた物流体制に切り替え、物流の合理化を図った。
1992年（平成4年）には2度目の再建計画が発表され、宮城県内では駅前に立地する店舗を中心に半数近い店舗が閉鎖、岩手県では花巻店の閉店に伴い完全撤退し、食品スーパー専業へ転換した。これにより総合スーパーの店舗は西友に譲渡された。
また、生鮮食品の強化のため、西友フーズと当社が共同出資で「西友フーズ東北」も設立された。
1991年（平成3年）11月3日、西友 が基幹店であった仙台駅前店を、1991年（平成3年）9月1日付で賃借・営業譲渡した上で「SEIYO（セイヨー）仙台店」として営業を開始した。
これによって8階以上は閉鎖され、ファッション部門以外では、ゲームセンター、地下一階の食料品売場を残しを売り場を減床した。また、この名称変更の際、仙台駅前店の一室に保存されていたエンドーチェーンとしてのイベント・宣伝等の貴重な資料は、その大部分が散逸してしまった。なお、SEIYOは1997年9月19日にザ・モール長町が開業するため、西友がそちらの運営に傾注したいとの意向から、1997年（平成9年）7月31日に閉店した。
1993年（平成5年）3月1日付で、西友がスーパー部門を分離した子会社の「株式会社エンドーチェーン」（後の株式会社東北西友）の全株式を取得すると共に、総合スーパー4店舗（荒巻・佐沼・富谷・古川中央）の営業権を西友に譲渡し、本体は不動産管理部門となり「株式会社エステートエンドー」と社名変更した。
跡地には1997年（平成9年）11月28日にエステートエンドーが運営するテナントビル「EBeanS（イービーンズ）」として衣替えて再オープンした。
2001年（平成13年）6月1日、株式会社エンドーチェーンは株式会社東北西友に社名変更し、同年4月25日に開店した宮城野原店で店名も全店西友へ統一された。なお、西友本体の直営店であるザ・モール仙台長町店と区別するため、東北西友の店舗にはその後「THE FOOD FACTORY」のロゴを併記している。
2003年（平成15年）6月1日に「株式会社エステートエンドー」は「株式会社エンドーチェーン」へ社名を戻した。
また、EBeanSの屋上看板もお色直しされ、「EBeanS」の下に「エンドーチェーン」というロゴが設置され、9年ぶりに表記が復活し話題を呼んだ。

### 西友との提携解消
2006年（平成18年）4月29日には「一日限りの屋上開放」と題して、EBeanSとなってから初めて正式に屋上を開放し、フリーマーケットを試行開催した。これが好評であったため、同年9月17日に「復活エンドーチェーン 屋上フリマ」と銘打ち本格的にフリマを実施した。さらに2008年8月16・17日および23・24日の4日間、「エンドー創業80周年記念」として「屋上復活祭」を開催。THE ポッシボー、ザブングルほかをゲストに長年放送していた『エンドーミュージックショーウィンドー』の復刻版を含むTBCラジオの公開生放送、縁日、キャラクターショーなどが行われた。このイベントを契機に夏期は屋上が連日開放されることとなり、その後も不定期にイベント開催時などには開放されるようになった。また、この屋上開放の再開と前後して、EBeanSとしてもかつての「エンドーチェーン」の頃を思わせる催事・イベント等を活発に行うようになっている。
2008年（平成20年）1月、「エンドーチェーン」は不動産賃貸業としての業績復調を背景に、西友に売却していた自社株約172万株 (16%) を買い戻して西友との資本関係を解消。経営再建計画が完遂し、仙台の地場資本へと戻ることになった。
一方、東北西友は同年7月1日にエス・エス・ブイなど他地域の子会社5社と共に西友へ吸収合併された。

### ロゴマーク「レインボーマーク」
エンドーチェーンのロゴマーク（社章）は「レインボーマーク」という。長年親しまれてきたが、全店舗が東北西友になった後は見かけることはほとんどなくなった。
しかし、2006年（平成18年）1月1日付『河北新報』朝刊に掲載されたEBeanSの初売り広告にはエンドーチェーンのロゴマークが使用され、その後もEBeanSの広告やテレビCMなどにエンドーのロゴマークが登場している。テレビCMでは「エンドーチェーン・EBeanS」とアナウンスされることもある。また、EBeanSの屋上看板（ネオンサイン）および1階・2階の各出入り口の上部などに設置された看板にも、エンドーチェーンのロゴマークが復活している。

### 「イービーンズ」の名称の由来
創業者の遠藤養吉から『遠藤チェーン』の「エンドーチェーン」『エンドウ豆』から『E(エンドウ) - Beans(豆)』という流れで「イービーンズ」という名前の由来となっている。
2025年5月まで使用されたイービーンズの塔屋看板はエンドウ豆からイメージした緑色となっていた。

## エンドーチェーン EBeanS

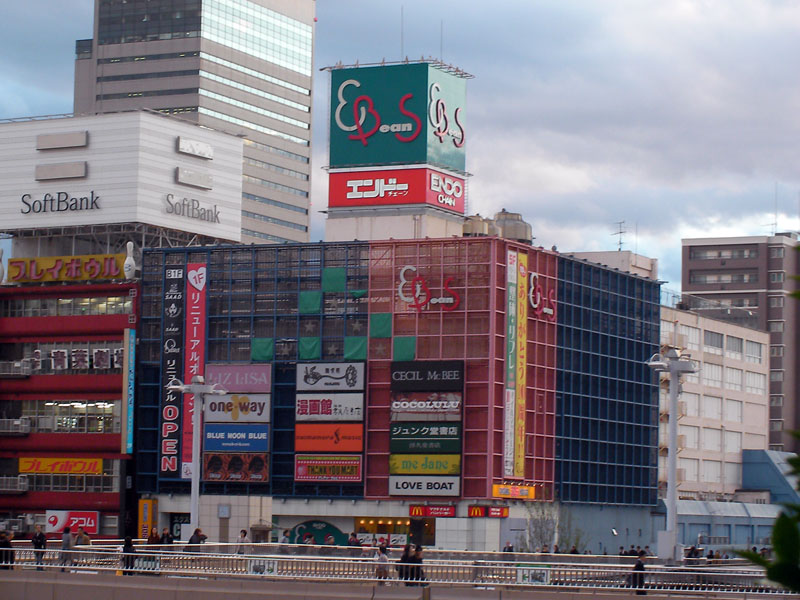
東日本大震災発生以前の店舗

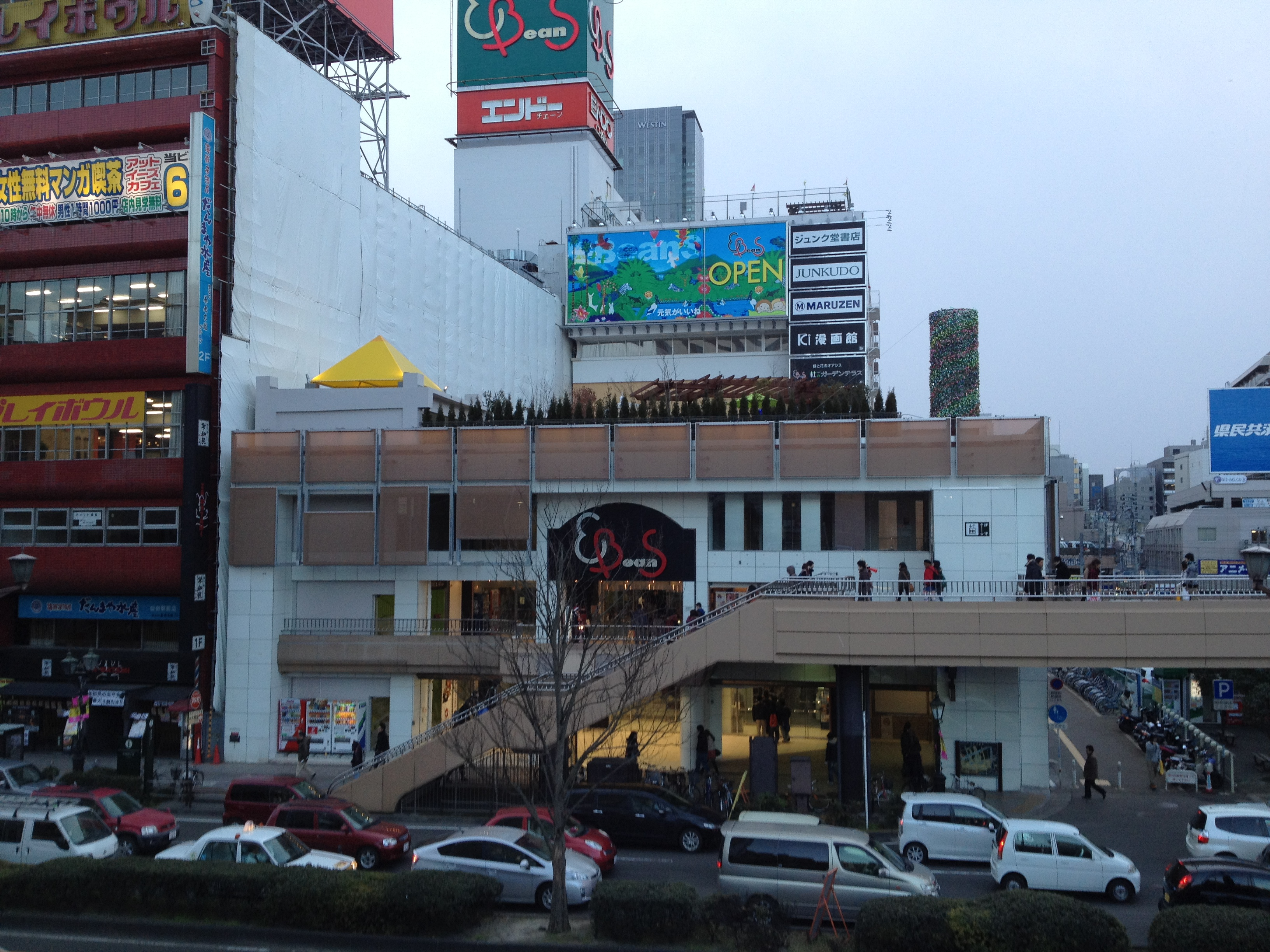
東日本大震災から復旧した直後の店舗（2011年11月撮影）

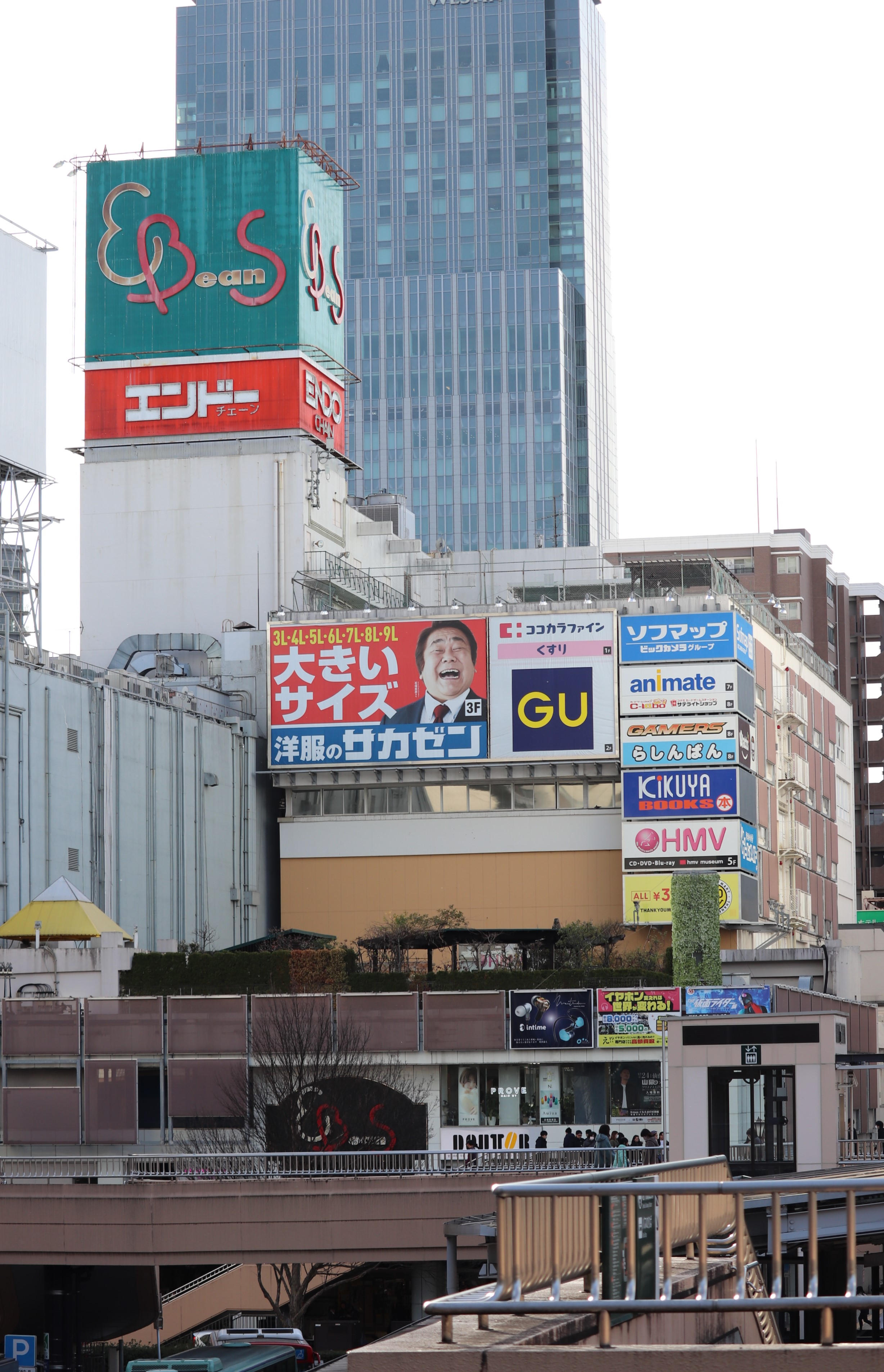
旧看板末期の店舗（2023年12月撮影）

1991年（平成3年）9月1日付で西友が仙台駅前店を賃借・営業譲渡し、同年11月3日に「SEIYO（セイヨー）仙台店」として営業を開始した。
「SEIYO仙台店」の閉店後、1997年（平成9年）11月28日にカテゴリーキラーの都市型集積店舗を標榜する複合商業施設「EBeanS」として新装開店した。
開店時にはエンドーチェーンのエンドー、エンドウ豆からの緑色の看板が設置されたが、老朽化の為2025年5月に看板の撤去が報道され、8月には新しい看板を設置する予定である。
この新装開店時から、2階には渋谷109や新宿アルタなどに出店していた10代の女性向け渋谷系ファッションテナントを集めたフロアとし、その珍しいテナント構成で10代から20代の女性から高い支持を集めた。
また、「さくらや」が地下1階と1階の3,300m2で出店していたほか、スポーツ用品店ヒマラヤ（売場面積約2,922m2）や6階と7階にはジュンク堂書店（売場面積約2,795m2）などの大型専門店が入り、全体では34店の店舗で構成されていた。

しかし、1997年（平成9年）3月8日にヨドバシカメラ仙台店（売場面積約2400坪、約40万品目、駐車台数約1,000台）が仙台駅東口に出店しており、1998年（平成10年）11月26日にラオックス仙台店（売場面積約9,600m2）が同じく仙台駅東口に出店し、激しい家電商戦を繰り広げたあおりを受けて業績が低迷した、「さくらや」が1999年（平成11年）9月20日に閉店。
同年11月27日には、1階のセシルマクビーなど渋谷109系ファッションのテナント39店が出店して新装開店した。
また、その間の1998年（平成10年）に8階に「喜久屋書店仙台漫画館」が出店した。
しかし、2011年の東日本大震災で被災し営業不可能な状況となったことから、エンドーチェーンが旧館（1964年竣工）と称する仙台駅側の4階より上の階を解体し、同社が新館（1972年竣工）と称する裏側の建物全体を含む残す部分についても耐震補強やリモデルを行い、屋上と化した旧館の旧4階は公開空中庭園となった。そして2011年11月18日に1階・2階フロアを除き一部が営業再開、2012年3月24日に全フロアが営業再開に至った。
6階と7階に出店していたジュンク堂書店仙台店が2014年（平成26年）10月末に閉店。
その後の改装で、1階に同年11月21日にソフマップ仙台駅前店が出店し、同年12月5日に喜久屋書店が5階と6階に移転して売り場面積を約300坪から約480坪へ増床すると共に、コミック専門店から一般書も扱う総合書店へ業態転換して店名も「喜久屋書店仙台店」へ変更して新装開店した。また同じ日には東北初出店となった紳士服店「洋服のサカゼン」もオープンした。
2015年（平成26年）1月に7階と8階を改装して、同月24日にそれまで仙台アメ横ビルに店舗を構えていたアニメショップ「アニメイト」がEBeanSに移転・出店したほか、同ジャンルの店舗である「ゲーマーズ」「らしんばん」も移転・出店してサブカル系の店舗を集めて相乗効果を狙った。
2022年（令和4年）12月16日、長らく社長を務めた遠藤養一が93歳で死去する
後任に一旦妻の映子（えいこ）が社長に就任した後、2024年（令和6年）8月に4代目社長の遠藤大樹が社長に就任している。

### エンドーチェーン仙台駅前店
現在の「EBeanS」は、かつて「エンドーチェーン仙台駅前店」として、仙台の消費文化の中心の役割を担っていた。
1963年（昭和38年）11月23日開店。
当時のエンドービルは、地下2階・地上6階建てであった。ちなみに開業時点では、地下1階を「大吉」に、2階を「エコー」、3階を「陽光」に賃貸して、各々が別の店舗として営業していたが、これは当時存在した「百貨店法」の規制から逃れるために各フロアを自社系列の別会社による出店とする手法で、同業他社でも一般化していたものである。

#### サテライトスタジオ
1階正面入口に東北放送と提携して東北地方初のサテライトスタジオを開設し、12時15分から13時までのTBCラジオの『エンドーミュージックショーウィンドー』という番組の生放送を行い、店内放送とラジオの放送エリア全域への宣伝を兼ねた。
当初は仙台駅前の大通りに面した場所に、ガラス張りで店舗の外からも見えるスタジオがあり、1972年の新館オープン後は1階中心部に移動した。開店直後の1964年（昭和39年）3月23日から1991年（平成3年）8月10日まで、この番組には石原裕次郎が映画『黒部の太陽』のプロモーションのために出演するなど、若手からベテランまで数多くの歌手・俳優・スポーツ選手らが連日出演し、全盛期には2階の吹き抜けからの見物客もたくさんいた。「EBeanS」になってからも引き継がれていたが、2017年（平成29年）9月24日をもって53年の歴史に幕を閉じた。また同時期にはTBCテレビでも『エンドーサテライトスタジオ』が放送されていた。

#### フロア
駅前立地型の大型総合スーパー（GMS）である。ボウリング場、おもちゃ売り場、レストランなどがあった。荒井由実はデビュー当時の1974年（昭和49年）、サテライトスタジオや屋上広場ではなくフロアで拡声器を持ってプロモーション活動をしたことを本人が述懐している。

#### 屋上広場
「屋上スカイランド」とも呼ばれた。松田聖子、南野陽子、SMAPなどが来仙し、ミニコンサートが開催された。また、東映・東映動画とのタイアップによるキャラクターショーも、1980年代初め頃までは毎週末に行われていた。冬にはミニスケートリンク、夏場は「ジャブジャブ広場」と名付けられた足をつけるだけのプールなどを開いていた。勝つと4本セットのクルクル鉛筆、負けても4本セットの内の1本がもらえたジャンケン大会などが行われた。エンドーからSEIYOへの名称変更後は、屋上は基本的に開放しない状態が続いていたが、2008年の夏以降は期間を区切って限定的に開放し、再びイベントなどを開催するようになり、2011年11月18日の営業再開からは屋上が開放されるようになった。また、屋上へ向かう階段付近に過去のエンドーチェーン時代の写真が飾られている。

#### 駐車場
店舗北隣に駐車場があった。現在は、土地所持者の日本通運に売却されており、跡地には仙台パルコ2が開業した。

#### 周辺
店舗の北側の細道（仙台市道1247号「中央三丁目1号線」）は、仙台駅から仙台朝市に繋がる道であるため、行商がテントや板で簡便な露店を並べていた。
東北新幹線開業（1982年）に合わせて1977年に仙台駅の新駅舎が完成し、1978年にはS-PALも開業したが、丸光隣の新東北ビルにあった緑屋やエンドーに対抗してS-PALにもサテライトスタジオが作られた。

## 物販以外の活動

### メディア連動
宮城県と岩手県では企画ネット番組『エンドーミュージックショーウインドー』が放送されていた。TBCラジオでは、前述のように仙台駅前店に置かれたサテライトスタジオから毎日12時15分 - 13時00分に公開生放送を放送していた。IBCラジオでは、後述のように盛岡駅前通店に置かれたサテライトスタジオから公開生放送をしていた。
TBCラジオでは他にも一社提供番組『ジャンボリクエストAMO（AMO東北ヒットパレード）』が放送されており、各地のラジオ局が休止する日曜深夜の放送ということもあってか、全国各地からリクエスト葉書が寄せられる人気番組となっていた。
また、全盛期には、エンドーチェーン一社提供のテレビ番組が複数放映されていた。
ミヤギテレビにて日曜の朝に放映された子供番組『ザ・ドッチラチン』では、ローカルタレントのヨースケくんや工作の「Q六先生」などを輩出し、毎週のように各地の小学校でドッジボール大会や相撲大会を開催して放送していた。番組内では当日にエンドーチェーンの各店舗で行われるイベントの告知も行われた。
仙台駅前店の屋上で1973年（昭和48年）末から1年間ショーに出ていた『レインボー・アタックエース』は当社のオリジナルのローカルヒーローで、ステージショー独自のものとしては元祖とされる。
3分間のテレビの広告番組も制作され、番組内では『怪人ピラニアンと戦って助け、最後に「エンドーチェーンに行こう！」の決め台詞』というパターンで放映されていた。
その他、1980年代頃までは東北放送（TBCテレビ）、仙台放送、テレビ岩手、福島テレビなどで放送されていた日曜朝のアニメ・特撮枠のスポンサーとなっていた。
東日本放送にて祝日の午前を中心に放送されていた『宮尾すすむの探検ショッピング』では、エンドーチェーンの店内を宮尾すすむが走り回り、目に止まった商品を無理やり値引きをするといった様子を放送していた。
1980年代前半のテレビCMには、モデル事務所であるオスカープロモーションに所属する3人の女性によって結成されたパンジーがキャンペーンガールとして出演していた。
エンドーが仕掛けたわけではないが、2007年5月24日に発売された本『ジミ都市仙台の本―杜の都へのナビゲーション』（大内順著、しののめ出版）には当時のエンドーが伝説として紹介され、現社長の遠藤養一が感激したという逸話がある。

#### 西部警察ロケ
石原プロ制作テレビ朝日系で放映されたテレビドラマ『西部警察 PART-III』の宮城ロケ（第32話「杜の都・激震!!-宮城・前編-」1983年12月18日放映と、第33話「仙台爆破計画-宮城・後編-」1983年12月25日放映）で仙台市内各地でロケが行われ、その中で「エンドーチェーン」も登場した。
劇中、渡哲也演ずる大門団長のセリフに「『エンドーチェーン店』です」（この時、通常のような「チェーン」の「ン」のみ下がる発音とは異なり、「エン」と「チェーン」の部分にアクセントの力点がおかれていた）というものもあり、当時の仙台駅前店でロケが行われ、サテライトスタジオ、ロゴマーク、店舗内などが映し出されていた。
後編のクライマックスシーンでは、当時の仙台駅前店の駐車場（店舗に隣接したものとは別）に立てたステージと給水塔が使われた。同敷地は現在、SS30が建設されている。このエピソードは全国のテレビ朝日系列局やCS放送のファミリー劇場で再放送され、当時の様子を窺い知ることができる。また2012年、DVD-BOX『西部警察 PART-III セレクション 木暮BOX 1』に収録され発売された（レンタル版では第6巻に収録）。2014年1月には『西部警察 全国縦断ロケコレクション 福島・宮城篇』として単品でも発売された。

#### Wake Up, Girls!
2015年12月公開のアニメ映画『Wake Up, Girls! 続・劇場版後編 Beyond the Bottom』では、現在のエンドーチェーンのロゴの入ったEBeanSの建物（震災復旧後）館内でのイベントのシーンが静止画で映し出された。なお本作にはエンドーチェーンも協力しており、エンドロールには「仙台駅前 イービーンズ」名義でクレジットされている。また、同作品のメインキャストを演じる声優ユニットのWake Up, Girls!のメンバーである永野愛理（宮城県出身）と奥野香耶（岩手県出身）が、開館と閉館のアナウンスを行っている。この館内アナウンスの収録の模様は、2015年にテレビ東京で放送されたバラエティ番組『わぐばん!』で放映された。

#### CMソング
ピンキーとキラーズ、ジミー・オズモンド、森田公一とトップギャラン、チェリッシュなどといった有名アーティストを次々に起用し、オリジナルのCMソングを制作して前述の提供番組を中心にオンエアされていた。

### 催事
『黄金のファラオ展』（1984年（昭和59年）12月23日～1985年（昭和60年）1月27日）、『大ヴァチカン展』、『ツタンカーメン展』、『大恐竜展』（1980年（昭和55年）9月12日から10月12日まで盛岡中央店で開催）、『大マンモス展』、『ザ・シーラカンス展』、『栄光のインカ帝国展』、『大エジプト展』（1989年（平成元年）1月29日閉幕）、『プロ野球展』、『山下清展』、ほか多数。
これらの催事では、触るのが可能な特定の展示物に触ると「○○タッチ証明書」（恐竜の化石では「サウロタッチ証明書」）なるものがもらえた。触れるものは化石の他、金の延べ棒などがあった。
1970年7月25日には、仙台都市圏北部にある遊園地「富谷グリーンパーク」を会場として『第1回エンドー夏まつり』が開催された（主催は東北放送）。当時の人気ドラマ「柔道一直線」の桜木健一・吉沢京子、同じく「サインはV」の岡田可愛・范文雀・中山麻里、それにフォーリーブス、金井克子、竹脇無我といった、当時の人気タレントを招いての大規模なイベントだった。
1980年前後には東映・東映動画とのタイアップによる、当時の人気声優らを招いてのイベントも多く行われた。仙台東映（現在は閉館）を会場に、東映動画が製作した長編アニメーション映画の連続上映会（入場無料）も開催した。
1984年（昭和59年）5月29日から6月4日まで、仙台駅前店駐車場で東宝映画「零戦燃ゆ」の為に復元された「零戦」が映画公開に先行して公開された。

### 西武ライオンズ優勝セール
1991年に西友と業務提携したことに伴い、西友がセゾングループであった時代は、エンドーチェーンでも西武ライオンズ優勝セールを行っていた。

## 店舗

### 西友本体運営へ移行して営業中の店舗

#### 宮城県

##### 仙台市青葉区
- 木町店（仙台市青葉区木町1-31[10]、1966年（昭和41年）6月15日開店[79]）
延べ床面積805m2[79]、売場面積646m2[79] → 973m2[44]。
- 台原店（仙台市青葉区堤町3-9-1[80]、1969年（昭和44年）12月28日開店[81]）
敷地面積約5,350.87m2[81]、鉄筋コンクリート造地下1階地上3階建て[81]、延べ床面積約約5,612.85m2[81]、店舗面積約4,415m2[81]（当社直営店舗面積約1,115m2[81]） → 約2,534m2[82]、駐車台数約400台[81]。
1996年（平成8年）7月24日に[83]450坪の食品スーパーの標準店として再開店した[84]。
建物は3階建てで、再開店に合わせて、1996年（平成8年）7月17日に2階に東洋テクトロンがゲームセンター「ロッキーワールド」（店舗面積660m2）とカラオケ店「カラオケワールド」（店舗面積660m2）に加えてサブテナントとして居酒屋「北乃一丁」（店舗面積660m2）が開店し、同月27日には3階にボウリング場が開設された[83]。
初代店舗閉店後、1994年（平成6年）12月に山口家具が幸福堂を出店していたが、1995年（平成7年）3月に和議を申請して事実上倒産した[85]。
台原店は1991年に「ディスカウントZONE」に業態転換した後、エンドーチェーンの店舗縮小時に一旦閉店（〜1993年）[86]。東日本大震災で上階テナントの天井崩落や建物外壁に亀裂が入るなど被災したため解体後、2013年に再オープンした[87]。なお建物は通常の西友と同じ平屋の店舗となる。
- 上杉店（1998年（平成10年）4月14日開店[88]） 
売場面積240坪[88]
  - 西友傘下入り後初の新店舗[89]。
- 八幡町店（仙台市青葉区八幡4丁目1-2[90][91]、国道48号線沿い「ヴィルヌーヴ八幡町」1階、1967年（昭和42年）4月15日開店[90][92]）
売場面積843m2[90] → 914m2[44]。
初代店舗を1994年（平成6年）4月10日に閉店[93]。初代店舗跡地を再開発したマンションの下層階に[93]、1995年（平成7年）8月に食品スーパーのモデル店として再開店した[84]。
- 旅篭町店（仙台市青葉区北二番丁通33-8[91][10]（旧・小田原6-2-8[94]）、1969年（昭和44年）8月23日開店[10][94]）
延べ床面積396m2[10]、売場面積330m2[91][10] → 892m2[95]。
1992年（平成4年）10月に改装して新装開店した[96]。
現在は西友小田原店として営業中[97]。

- 北仙台店（仙台市青葉区昭和町3丁目42）
  - 以前はトーコーチェーン北仙台店だったが、マンションに建て替えられ、東北ニチイ運営のポロロッカ食品館が開業。[要出典]
  - 現在は西友北仙台店として営業中[98]。

##### 仙台市宮城野区
- 燕沢店（仙台市宮城野区燕沢1丁目29-1[43]、1998年（平成10年）10月開店[88]）
敷地面積1,480坪[88]、売場面積990m2[99]

##### その他
- 吉岡店（2代目、黒川郡大和町吉岡上町40[100]）
店舗面積1,624m2[101]
- 汐見台店（宮城郡七ヶ浜町汐見台1-1[102]、1985年（昭和60年）4月[103]17日開店）
店舗面積497m2[95]。
1992年（平成4年）12月に改装して新装開店した[96]。

#### 福島県
- 保原店（2代目、福島県伊達郡保原町→伊達市保原町9-5、1996年（平成8年）4月23日開店[104]）
1992年11月に一旦閉店後[105]、2代目店舗として開店。
初代店舗については下記を参照。

### 過去に存在したエンドーの店舗
かつて存在した店舗。現在は他店舗や別会社になっているもの、更地になっているものも含む。×印は、建物が解体された店舗。

#### 宮城県

##### 仙台市青葉区
- 荒巻店×（仙台市青葉区荒巻本沢3-7-1[106][107]、1977年（昭和52年）12月1日開店[106][108] - 1997年（平成9年）8月閉店[109]）
荒巻セントラルプラザは、敷地面積約12,084m2[106]、鉄骨鉄筋コンクリート造地下1階地上14階建て[106]、延べ床面積約33,804m2[106]、店舗面積約7,831m2[106]（当社店舗面積約2,000m2[106]）、駐車台数約600台[106][110]。
荒巻セントラルプラザの核店舗として1階の食料品のヨークベニマル（売場面積約300坪）と共に出店し、2階で衣料品や雑貨を販売していた[111]。
1993年（平成5年）3月1日付で株式会社西友に営業権が譲渡された[32]。
- ミニスーパーハロー荒巻店（1985年（昭和60年）4月5日開店）
- 柏木店（仙台市青葉区）
- 晃福ハイツ店・庄子屋（仙台市青葉区八幡4丁目10-1[112]、1982年（昭和57年）4月8日開店 - ）
- 宮町店×（仙台市青葉区宮町4-6-21[90]、1962年（昭和37年）11月1日開店[90][10] - 1991年（平成3年）閉店）
  - 延べ床面積2,508m2[10]、売場面積1,349m2[10] → 1,515m2[90]。
  - 上記の通り「エンドーチェーン」第1号店であり、東京の旧丸ビルを意識したフォルムをもつ斬新な設計の大型店舗であった。[要出典]
  - 跡地にはファミリーマート東北地区本部が入居するとともに、1階に東北地区1号店のファミリーマート宮町店が出店した[113]。

##### 仙台市宮城野区

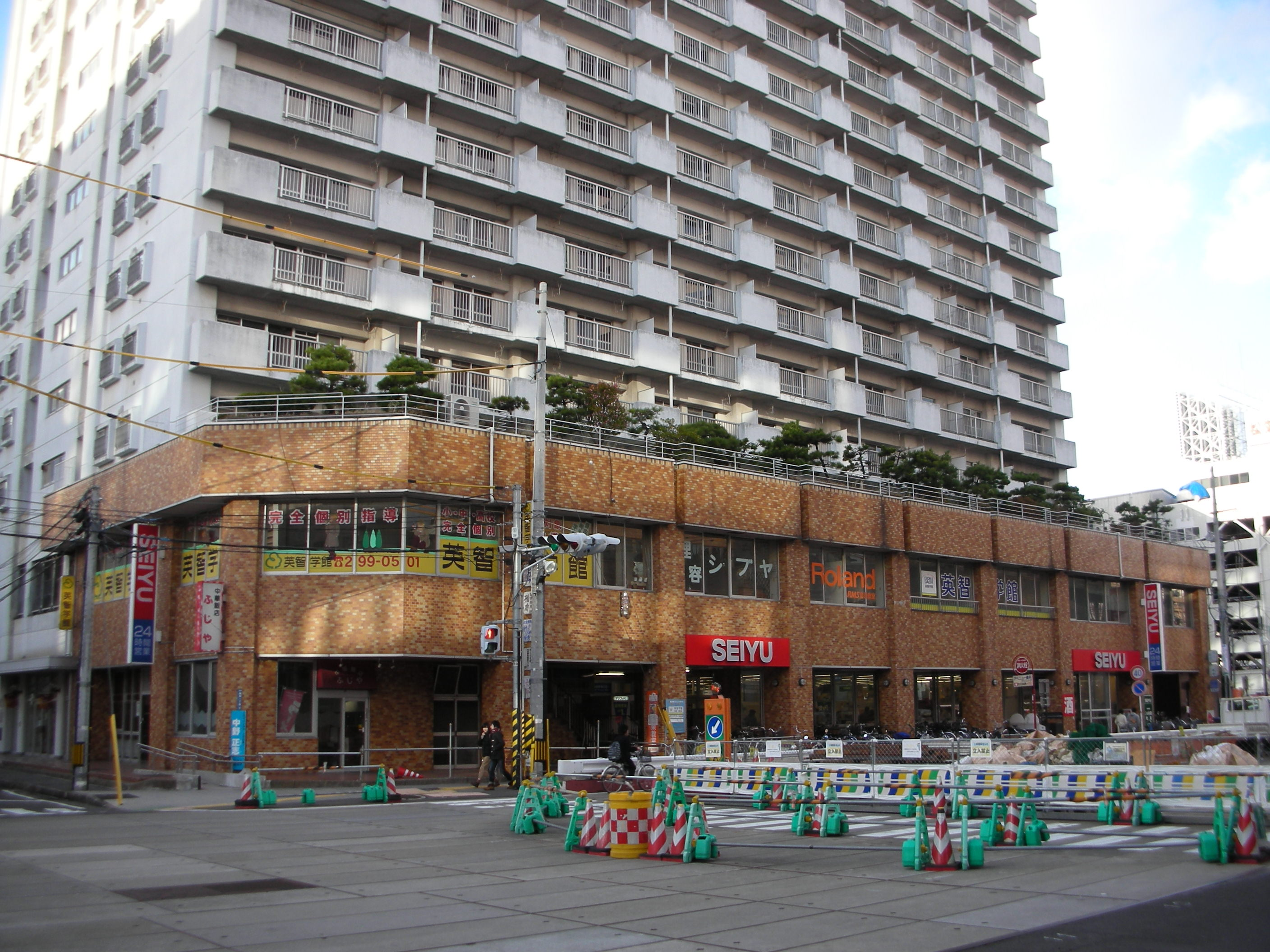
仙台駅東口店（2010年12月8日）

- 仙台駅東口店×（仙台市宮城野区東八番丁70[114]、1979年（昭和54年）[115] 3月20日開店 - 2011年（平成23年）5月8日閉店） - 売場面積877m2[115]。
売場面積約877m2[116]
1993年（平成5年）1月30日に改装して新装開店した[116]。
店舗面積920m2[95]。
仙台駅東口にあった14階建てのビルの中に出店していた[116]。
- 弓ノ町店×（仙台市宮城野区小田原弓ノ町4[90][10][91]、1969年（昭和44年）3月7日開店[90][10] - ）
延べ床面積1,276m2[10]、売場面積1,028m2[10]。

##### 仙台市太白区
- 太白店×（仙台市太白区[117]太白1-6-3[100]、1976年（昭和51年）1月開店[95] - ）
店舗面積2,535m2[118]。
当店内に「フレッシュエンドー」の事務所およびコンピュータールームが設置されていた[119]。
閉店後は駐車場以外が閉鎖され、長い間建物が放置されていたが、2012年になり解体された。[要出典]
旧店舗隣に、西友太白店として営業中[120]。
- ミニスーパー　ハロー向山店　1985年（昭和60年）5月10日開店
- 西多賀店×（仙台市太白区[121]西多賀1-24-10[122]、1977年（昭和52年）9月[95]16日開店 - 1999年（平成11年）4月閉店[121]）
店舗面積1,474m2[95][123]
1993年（平成5年）2月に改装して新装開店した[96]。
閉店後はニトリ西多賀店（売場面積約8,989m2）が出店[121]。と大衆食堂半田屋[124]、びっくりドンキーがある[125]。

##### 仙台市泉区
- 将監店（仙台市泉区将監8-8[126]、1980年（昭和55年）12月[127]5日開店 - ） 
店舗面積4,500m2[118] → 5,116m2[127]。
将監団地内に出店していた[128]。

- 南光台店×（仙台市泉区、1987年（昭和62年）11月[95]6日開店 - ） 
店舗面積498m2[95]。
- 長命ヶ丘店×（仙台市泉区長命ヶ丘5-1-1[129]、1982年（昭和57年）4月[95]8日開店 - ）
店舗面積498m2[95]。
- 南長命ヶ丘店×（仙台市泉区長命ヶ丘3-30-16[130]、1983年（昭和58年）7月15日開店 - ）

##### 仙台市若林区
- 椌木店×（ごうらぎ、仙台市若林区椌木通61[79]、1968年（昭和43年）1月26日開店[79] - ）
延べ床面積838m2[79]、売場面積671m2[79]。
- 中倉店
- 南小泉店×（遠見塚2-1-16[100]、1972年（昭和47年）8月4日開店 - ）
店舗面積680m2[123]
- 南材木町店×（南材木町52[100][94]、1971年（昭和46年）4月22日開店[90] - ） 
延べ床面積1,071m2[131]、売場面積675m2[90] → 781m2[131]。
1993年（平成5年）2月に改装して新装開店した[96]。

##### 富谷市
- 富谷店（黒川郡富谷町富谷字荒田沢22[132]（現・富谷市）、1987年（昭和62年）12月10日 - 2024年（令和6年）3月14日閉店）[133]
鉄筋コンクリート造・地上2階建て[132]。延べ床面積13,165m2[132]、売場面積9,800m2[132]
1993年（平成5年）3月1日付で株式会社西友に営業権が譲渡された[32]。 建物の老朽化や、業界や市場環境の変化のため、2024年3月14日閉店[134]

##### 大崎市
- 古川駅前店（古川市台町8-1[135][136]（現・大崎市）、1970年（昭和45年）3月26日開店[135] - 1991年（平成3年）5月19日閉店）
店舗面積2,344m2[135] → 2,486m2[118]。
  - 建物は解体され、跡地は複合施設「リオーネ古川」が立地。[要出典]
- 古川中央店×（古川市千手寺町1-1-1[136]（現・大崎市）、1980年（昭和55年）6月[118]2日開店 - 1999年（平成11年）12月閉店[137]）
店舗面積3,600m2[118] → 4,972m2[137]。
台町商店街の西側部分にあった米城味噌醤油店跡の[138]米城本店ビルに出店していた[137]。
1993年（平成5年）3月1日付で株式会社西友に営業権が譲渡されたが[32]、競合激化で売上が譲渡時の約10分の1に落ち込んだことから1999年（平成11年）12月に閉店となった[137]。
建物は解体され、跡地は大崎市役所本庁舎になった。[要出典]
- 古川三日町店（古川市三日町1-1-1[10]（現・大崎市）、1959年（昭和34年）4月10日開店[92] -1988年（昭和63年）1月31日閉店）
延べ床面積450m2[10]、売場面積289m2[135]。
建物は解体され、跡地は「ギャラリー緒絶の館」になった。[要出典]
- 古川バイパス店（大崎市）
西友と提携後に開店した店舗。電激倉庫古川バイパス店の空きスペースにて営業していた。閉店後ははカラオケとインターネットカフェを運営する「花子ランド古川店」が営業していたが撤退。先に閉店した「電激倉庫」とともに空き店舗の状態が続いたが、その後にヤマザワとドラッグヤマザワが出店した。[要出典]

##### その他
- 多賀城桜木店（多賀城市桜木1-18-1[139]、1983年（昭和58年）8月[95]2日開店 - 2011年（平成23年）3月11日閉店） 
店舗面積498m2[95]。
1992年（平成4年）12月に改装して新装開店した[96]。
東日本大震災の被害により閉店、多賀城市から撤退した。[要出典]
- 石巻店×（石巻市立町2-6-24[10]、1974年（昭和49年）5月17日開店[140] - 1992年（平成4年）10月閉店） 
店舗面積4,439m2[118]。
1992年1月には同じ石巻市立町に計画していた2店目の計画を撤回した。石巻市中心部では同年7月にダイエー、ジャスコといった大型店の出店計画も相次ぎ白紙撤回されている。閉店後に建物は解体され、跡地は駐車場となった。[要出典]
- 岩沼店（岩沼市、1981年（昭和56年）6月開店 - ）
建物は現存。現在は家具の相馬屋[要出典]
- 角田店（角田市字牛館24[141]、1973年（昭和48年）4月5日開店[118] - ）
店舗面積1,619m2[118]。
  - 西友と提携後、郊外に9000m2級の店舗を出店する予定があったが、これも立ち消えになった。ヨークベニマル、藤越も同じ時期に同規模の店舗を出店計画していた。[要出典]
- 小牛田店（こごた、遠田郡小牛田町（現・美里町）、1979年（昭和54年）11月21日開店 - ）※建物は2005年に解体[要出典]
小牛田駅前の小牛田警察署跡の町有地に出店。当初は小牛田町農協が農協ストアの増築を計画していたが、小牛田町と土地の買収価格が折り合わず断念[142]。その後トーコーチェーンが1978年4月に出店を表明したものの[142][143]、同年6月の宮城県沖地震で既存の仙台長町店が大きな被害を受け[144]、1978年10月正式に断念[145]、直後の11月にエンドーが小牛田進出を決意した[146][147]。エンドーの計画では当初1階を駐車場にした4階建ての店舗を予定していたが、現地をボーリング調査した結果、土質が軟弱であるため1階に駐車場を作るには大量のコンクリートパイルが必要な上、地震の際に危険という理由から駐車場なしの3階建ての店舗に変更された[148]。
1991年（平成3年）にヨークベニマルが進出した影響などにより閉店した[149]。
- 佐沼店（登米郡迫町佐沼字天神前69[150]（現・登米市）、1981年（昭和56年）3月6日開店 - 1998年（平成10年）1月閉店[109]）
1993年（平成5年）3月1日付で株式会社西友に営業権が譲渡された[32]。
店舗面積2,650m2[151]。
現在はパーラーJ-遊 佐沼店。[独自研究?]
- 東佐沼店×（登米郡迫町佐沼字光ケ丘154[150]（現・登米市）、1983年（昭和58年）3月18日開店 - ） 
閉店後、店舗前の駐車場にはローソンが出店。店舗には一時期、家具店や携帯電話ショップが入居したものの短期間で閉店。空き店舗の状態が続いた後に解体された。[独自研究?]
- 塩釜店×（よこたやエンドー、塩竈市、1978年（昭和53年）11月23日開店 - 1991年（平成3年）夏閉店[152]）
店舗面積1,488m2[153]。
塩釜本町商店街の一角に出店していた食料品と衣料品を販売していた大型店だった[152]。
- 白石駅前店（白石市堂場前18[154]、1974年（昭和49年）4月19日開店[155][156] - 2000年（平成12年）7月2日閉店[157]） 
店舗面積3,785m2[118]。
閉店直後から解体し、2000年（平成12年）9月に更地化されることになった[158]。
JR白石駅前。建物は1階が駐車場で、店舗は2階から上だった。[要出典]
- 豊里店（登米郡豊里町新田町170（現・登米市）[159]、1982年（昭和57年）9月[159]10日開店 - ）
延べ床面積1,668m2[159]、店舗面積660m2[159]
- 中新田店×（なかにいだ、加美郡加美町字町裏180-1[160]、1976年（昭和51年）12月[160]17日開店 - 2006年（平成18年）5月31日閉店）
延べ床面積2,884m2[160]、店舗面積1,908m2[160][161]
宮城交通中新田営業所（かつての仙台鉄道加美中新田駅）跡地に開業。東北西友発足後も営業を続けていた。同店の閉店により、宮城県北からエンドー→東北西友の店舗はすべて姿を消した。閉店後に建物は解体され、JA加美よつば中新田支店（金融・共済）が移転してきた。[要出典]
- 吉岡店×（初代、黒川郡大和町吉岡字上町40[9][162]、1952年（昭和27年）4月1日開店[9] - ?閉店）
延べ床面積1,110m2[10]、売場面積676m2[10]。
ここがエンドーチェーン発祥の店舗であった。現在の東北西友吉岡店はファルが撤退した空店舗に移転。[要出典]
- 利府店（宮城郡利府町神谷沢字館の内69-1[163]、1984年（昭和59年）7月[95][103]22日開店 - ?閉店）
店舗面積498m2[95]。
スーパーマーケットとコンビニエンスストアの複合した新業態として出店した[164]。
閉店後の建物にはブックオフが入居。[独自研究?]
- 涌谷店×（遠田郡涌谷町字本町75[165]、1975年（昭和50年）10月23日開店 - ?閉店）
  - 閉店・解体後、跡地には涌谷郵便局が移転。[独自研究?]

#### 岩手県

##### 盛岡市
- 盛岡駅前通店×（盛岡市駅前通7-12[166]、1969年（昭和44年）9月[167]5日開店 - 1983年（昭和58年）3月閉店[168]）
延べ床面積3,166m2[169]、売場面積2,004m2[167]
岩手県第1号店[18]。地下1階・地上5階建ての「はちやビル」を全館借りて出店していた[167]。岩手放送版『ミュージックショーウインドー』はこの店舗に設置されたサテライトスタジオから放送していた[170]（後にスタジオはIBC本社に近い盛岡中央店に移転したが閉鎖）。後にウォッチマンが入居するなどしていたが、現在はデイリーヤマザキ、アニメイト、白木屋、リーブ21等が入居する。[要出典]
- 盛岡材木町店（盛岡市、1972年（昭和48年）2月開店）
- 盛岡肴町店（盛岡市、1972年（昭和48年）2月開店）
- 盛岡中央店×（盛岡市中ノ橋通1-10-8[171]、1973年（昭和48年）7月11日開店[172][173] - 1991年（平成3年）6月閉店）
延べ床面積9,718m2[169]、売場面積6,570m2[174]
光商事が運営していたガソリンスタンド跡地に1970年（昭和45年）6月に「光ビル」（地下1階・地上8階建て・延べ床面積9,717m2）を建設して[174]、川徳グループの川徳商事が経営していた「ヤングタウン」を核店舗として開店し、川徳グループのレストランを含む二十数店舗が出店していたが、1973年（昭和48年）1月末で川徳グループが撤退[172]。1973年（昭和48年）7月11日に後継店舗として当社が出店し、開店セールでは十数万人の来店客を集めた[172]。100mほど離れた川徳デパート（1980年10月まで）→中三デパート（1981年5月以降）と一部競合関係にあったが、通りを挟んだ向かいにある盛岡バスセンターによる交通アクセスの良さもあり、中ノ橋通商店街の集客に貢献していた。1991年5月発表の再建計画で閉店対象店舗とされ、同年6月に閉店[18]。閉店後の建物は翌1992年、商業ビル「with」として再々オープンしたが、テナントが次々と撤退し、ビル管理会社の光商事（8階）と同社経営の古着屋HANJIRO（2階）のみの状態が続いたが、建物の老朽化により2011年8月28日をもって完全閉店し、2012年に建物は解体された[173]。跡地にはタワーマンション「ル・サンク中の橋タワーレジデンス」が建設された。[要出典]
- 盛岡青山店×（盛岡市西青山2-63[100]、1972年（昭和47年）4月[175]28日開店 - 1991年（平成3年）5月閉店[18]）
延べ床面積1,498m2[175]、売場面積1,105m2[175]
1991年5月発表の再建計画で閉店対象店舗とされ、同年5月に閉店[18]。
閉店後建物は解体され、現在はパチンコ店「パーラーQuest」。[要出典]
- 盛岡南青山店[171]×（盛岡市青山1-23-21[100]、1972年（昭和47年）4月開店 - 1986年（昭和61年）6月25日閉店）
売場面積291m2[100]
- 盛岡館坂店[176]×（盛岡市前九年1-9-39[100]、1972年（昭和47年）2月19日開店 - ?閉店）
売場面積309m2[100]
  - 閉店後に建物は解体され、ローソン、花屋を経て、台湾料理店「鴻運」となるも。2020年頃に閉店。建物は再度解体され更地となっている。[要出典]
- 盛岡神明町店（盛岡市神明町6-6[177]、1980年（昭和55年）9月12日開店 - 1986年（昭和61年）9月17日閉店）
延べ床面積15,164m2[169]、売場面積3,063m2[178]
飛鳥三共プラザの地下1階から2階に出店していた[178]。
盛岡中央店から徒歩5分ほどの場所にあり、食料品・衣料品の他、盛岡中央店になかった家電・家具・家庭用品などの売り場などを設けていたが、商店街から外れた立地で売上が伸び悩み、閉店となった[178]。その為、閉店に伴って、盛岡中央店の6階に家電・家庭用品売り場、7階に家具・インテリア売り場を開設した[178]。
- 盛岡仙北町店×（盛岡市仙北2-12-34[100]、1971年（昭和46年）11月[175]19日開店 - 1991年（平成3年）5月閉店）
延べ床面積2,244m2[175]、売場面積1,492m2[175]
1991年5月発表の再建計画で閉店対象店舗とされ、同年5月に閉店[18]。閉店後も建物は残っていたが、1994年発生の三陸はるか沖地震で外壁の一部が崩落し、翌1995年に建物は解体。[要出典]
- 盛岡松園店×（盛岡市松園3-18[100]、1977年（昭和52年）11月[175]2日開店 - 1991年（平成3年）6月閉店）
延べ床面積5,088m2[175]、売場面積1,481m2[175]
盛岡の旧市街地の北約7㎞に岩手県住宅供給公社が開発した「松園ニュータウン」の[179]地区センターに出店していた[180]。
1991年5月発表の再建計画で閉店対象店舗とされ、同年6月に閉店[18]。閉店後建物は解体され、現在はパチンコ店「WINS松園ニュー公楽」。[要出典]

##### その他
- 北上店×（北上市諏訪町2-3-34[181][182]、1977年（昭和52年）11月30日開店[181] - 1992年（平成4年）8月閉店）
敷地面積約3,266m2[181]、鉄筋コンクリート造地上4階塔屋2階[181]、延べ床面積約10,374m2[183][181]、店舗面積約5,965m2[181]（当社店舗面積約4,255m2[181]）、駐車台数約108台[181]。
「北上ショッピングセンター」の核店舗として出店していた[183]。
1991年5月の再建計画発表の時点では存続か閉店かは未定であったが[18]、最終的に1992年8月閉店。建物は解体され、現在はセブンイレブンが出店。[要出典]
- 花巻店×（花巻市西大通2-7-31[184]、1980年（昭和55年）7月[185]23日開店 - 1992年（平成4年）11月閉店）
延べ床面積3,166m2[183]、売場面積1,856m2[183]
「まるこうショッピングセンター」（延べ床面積4,287m2、売場面積3,282m2）の核店舗として出店していた[183][186]。
花巻店の閉店により、岩手県からエンドーチェーンは撤退した。閉店後は、地元資本のまるこうショッピングセンターが入ったが倒産。建物は解体され、跡地にはマンションが建設された。[要出典]

#### 福島県
- 福島駅前店×（福島市本町17-1[187]、1974年（昭和49年）4月25日開店[187][188][189] - 1991年（平成3年）7月閉店[190]） 
店舗面積6,153m2[189]
宮城県外第1号店、かつ、福島県第1号店として開店[188]。1927年（昭和2年）10月に竣工した福島ビルヂング（福ビル）跡地に「ニュー福ビル」を建設して開店した[188]。
1991年（平成3年）5月発表の再建計画における閉店対象店舗となり[18]、同年7月に閉店した[190]。
閉店前の1990年（平成2年）2月28日に当社からクラウン・リーシングに土地建物を売却したが[188]、同社が1997年（平成9年）に東京地方裁判所に自己破産を申請したことに伴って土地建物が処分されることになった[191]。このため空きビル状態が続き、1993年7月13日には照明が、1997年（平成9年）3月6日には建物の外壁が市道に落下するという事故が発生した[192]。
1992年（平成4年）9月11日から15日まで開催された福島商工会議所75周年企画の「92ワールドショッピングフェア」では、当店跡地がメイン会場となった[193]。
1998年（平成10年）11月に福島市が跡地を取得[194]。福島都心中央土地区画整理事業用地として取得し解体。跡地は暫定的に公共広場「街なか広場」として活用し、公共広場と公益施設（商業ビル）を建設する予定だった[195][196]。しかし中心市街地空洞化や不景気、東日本大震災後の建設コスト高騰などもあり、20年近くにわたり建設されず塩漬けされ、2018年11月22日に福島市が公益施設建設断念を発表した[196]。
- 保原店×（初代、保原町9-5[197][注 11]、1980年（昭和55年）7月4日開店[105][198] - 1992年（平成4年）11月15日閉店[105]）
  - 建物は2階建て。福島交通社長だった織田大蔵邸宅跡地に建設[199]。建物解体後、3年半後の1996年4月に2代目店舗として営業再開[104]（上記）。

#### 東京都
- 下北沢店（東京都世田谷区北沢2-5[200]、1969年（昭和44年）4月2日開店 - ?閉店）
店舗面積1,857m2[200]
現在はビッグベン（ファーストキッチン等が入居するビル）[要出典]

### 実現しなかった店舗
- 角田レインボープラザ（角田市[201]、1991年（平成3年）11月開店予定[201]）
  - 店舗面積1,619m2[201]

- 小牛田駅前店（遠田郡小牛田町字藤ヶ崎町82[202]

- 大河原駅前店（柴田郡大河原町[203]）
敷地面積4,593.65m2[203]、延べ床面積15,356.95m2[203]、売場面積4,200m2[203]
大河原駅前地区市街地再開発事業の核店舗として出店を目指していたが、出店を断念した[203]。
当社の代わりにファルが核店舗として出店し、2000年（平成12年）4月14日に「オーガ」として開業した[203]。

- 石巻レインボープラザ（石巻市立町1-18[204][205]、1987年（昭和62年）9月開店予定[204]）
鉄筋コンクリート造・地上4階建て[204]。延べ床面積17,922m2[204]、売場面積11,000m2[204]（直営売場面積9,500m2[204]）。
1991年（平成3年）12月25日に出店を断念した[205]。

- （2代目）盛岡松園店（盛岡市松園3-18-10[206]、1990年（平成2年）10月12日開店予定[206]）
鉄筋コンクリート造・地下1階・地上2階建て[206]。延べ床面積5,089m2[206]、売場面積2,315m2[206]。

## 過去に存在した関連会社
- 大吉商事株式会社（仙台市東五番丁5[207]、1963年（昭和38年）11月設立[207]、資本金100万円[207]）
鮮魚・水産加工品・精肉・総菜などの販売[207]。

- 岩沼デパート株式会社（岩沼市中央1-5-14[208]、資本金5500万円[208]）
中小商店経営者が共同で開設した店舗で[209]、1969年（昭和44年）11月1日が落成[210]。岩沼で初のエスカレーターが設置された[210]。

- 株式会社 横田屋（塩竈市[211]、1991年（平成3年）夏閉店[152]）
塩釜本町商店街の一角に出店していた食料品と衣料品を販売していた大型店だった[152]。